# Adolf Pizcueta i Alfonso
Adolf Pizcueta i Alfonso (Xella, 25 de març de 1901 - València, 4 de febrer de 1989) fou un polític i promotor cultural valencià.

## Biografia
Fou president de la Joventut Valencianista el 1921 i havia col·laborat a Pàtria Nova, però el 1923 se separà d'Unió Valencianista Regional amb el grup liberal que promogué la revista València Nova. Col·laborà també a El Crit de la Muntanya, Nostra Parla i Correspondencia de Valencia. El 1928 fundà i dirigí l'editorial l'Estel i fou un dels directors de Taula de Lletres Valencianes, des d'on el 1932 impulsà la unificació ortogràfica del català per al País Valencià en les Normes de Castelló. També formà part de la maçoneria.
El 1933 contactà amb Enric Valor i amb Miquel Duran i Tortajada, i amb ells dirigí el 1935 la societat Proa i el seu òrgan, Timó. També fou membre fundador de l'Agrupació Valencianista Republicana i dirigí Avant. Durant la guerra civil espanyola va romandre a València i formà part de la delegació valenciana al II Congrés Internacional de Defensa de la Cultura de 1937.
Després de la guerra es va dedicar a empreses editorials en català al País Valencià, malgrat les prohibicions, així com la secció de literatura i filologia de Lo Rat Penat. Promogué la represa de l'editorial Estel el 1962, i presidí la Fundació Huguet i la societat de publicacions Bibliovasa des de la creació de totes dues. Des de 1971, va col·laborar des de les dues entitats amb el Secretariat per a l'Ensenyament de l'Idioma. El 1978 fou nomenat vicepresident d'Acció Cultural del País Valencià, també des del mateix moment de la seva creació.
Per motius de salut, plegà de la seva vida pública el 1983, dimitint dels seus càrrecs de President de la Fundació Huguet i vicepresident d'Acció Cultural. El 1985 va donar la seva biblioteca a la Biblioteca de València i el 1987 va rebre la Creu de Sant Jordi de la Generalitat de Catalunya.